# Abdelmunim Rifai
Abdul-Monem Rifai (en arabe: عبد المنعم الرفاعي) né le 23 février 1917 à Tyr et mort le 17 octobre 1985 à Amman est un homme politique jordanien. Il fut premier ministre à deux reprises entre 1969 et 1970.